# Frontera entre Chad y Libia
La frontera terrestre entre Libia y Chad es un límite internacional de 1055 kilómetros de largo que separan Libia y Chad en África. 

## Trazado

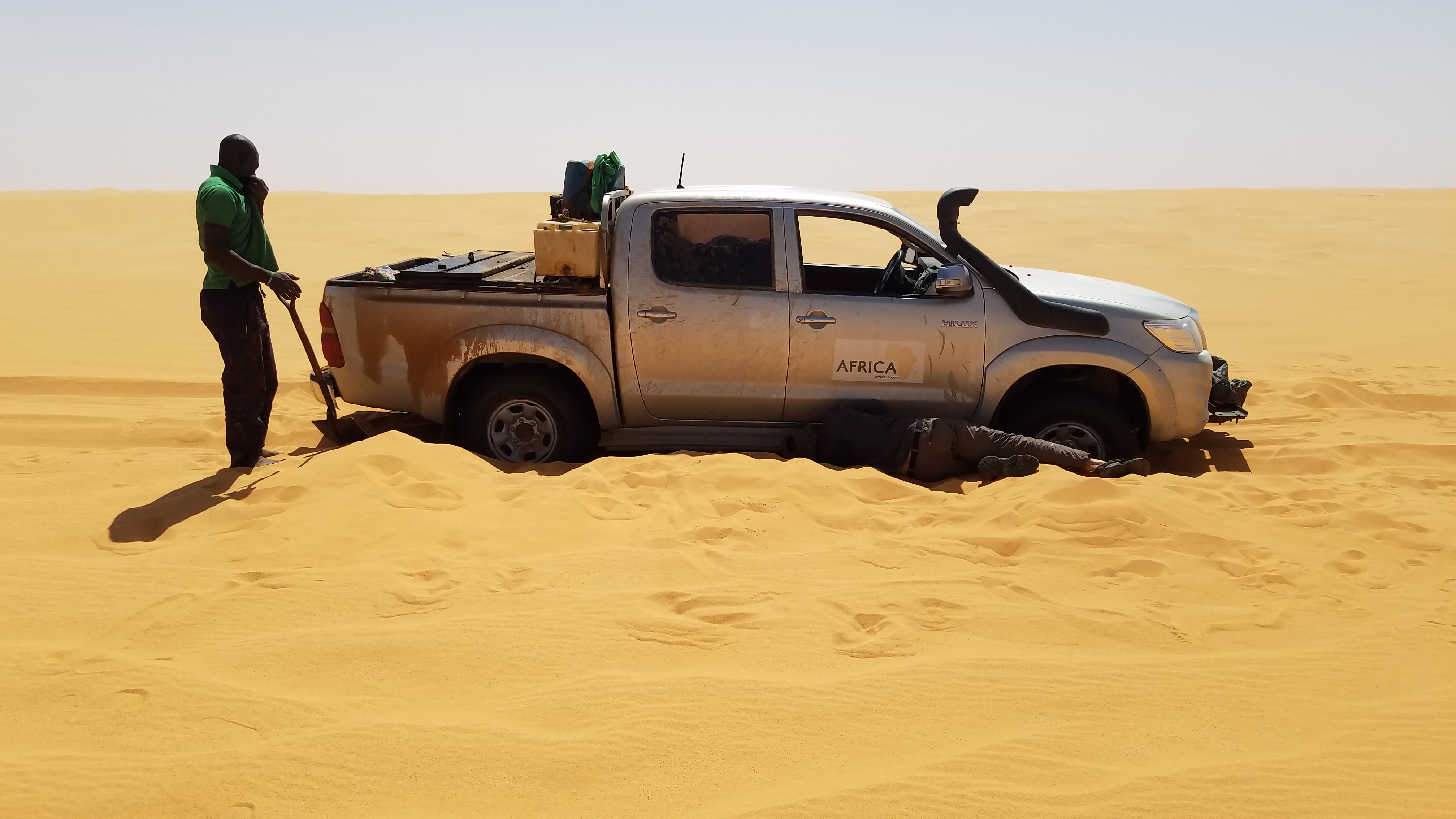
Vehículo en proximidades de la frontera entre Libia y Chad.

El límite sigue un trazado noroeste/sureste, que separa la región chadiana de Borkou-Ennedi-Tibesti, junto con la Franja de Aouzou al norte, de los distritos de Murzuk y Al Kufrah, al sureste de Libia.
Al oeste comienza en la triple frontera Chad-Libia-Níger y gira al nordeste por unos 150 km hasta las proximidades del Trópico de Cáncer. Allí el trazado sigue de manera rectilínea hacia el sureste hasta las proximidades del paralelo 20° norte, donde hace otro triple frontera de ambos países con el extremo noroeste de Sudán.

## Historia
Esta frontera se definió conjuntamente con la historia de las dos naciones en el siglo XX. El Reino de Italia invadió en 1911 el territorio libio arrebatándoselo al Imperio otomano, y convirtiéndolo en colonia italiana en 1934. En la Segunda Guerra Mundial fueron expulsados los italianos, y el país fue dividido entre Francia y el Reino Unido. El Chad desde 1900 era colonia francesa y obtuvo su independencia en 1960, y la franja de Aouzou se mantuvo desde entonces como zona en litigio.
En 1973 la franja de Aouzou fue anexada de facto por Libia. A partir de 1974, los mapas libios ubicaban la frontera entre Libia y Chad 150 km más al sur de aquella reconocida internacionalmente, muy adentro del territorio chadiano, igualmente abarcaba parte del territorio de Argelia y de Níger.
En 1994, la Corte Internacional de Justicia concedió al Chad la soberanía sobre la franja.